# Equeefa rustia
Equeefa rustia är en insektsart som beskrevs av Pieter D. Theron 1986. Equeefa rustia ingår i släktet Equeefa och familjen dvärgstritar. Inga underarter finns listade i Catalogue of Life.